# Vitis bellula
Vitis bellula — вид ліан з роду Виноград (Vitis). Ендемік для Китаю (провінції: Гуансі, Гуандун, Хубей, Сичуань, Хунань). Зростає у лісах, чагарниках, на схилах пагорбів й на скелях, на висоті від 400 до 1600 метрів над рівнем моря.

## Опис
Гілки тонкі, з подовжніми гребенями. Вусики нерозгалужені. Листя просте. Прилистки зелено-коричневі, приблизно 0,8 мм завдовжки та 0,7 мм завширшки, голі, верхівка тупа. Черешок завдовжки від 1 до 3 см. Листкова пластинка від 3 до 7 см завдовжки та від 2 до 4 см завширшки, знизу з густим сіро-білим опушенням. Бруньки обеліптичні, від 1,5 до 1,8 мм, верхівка закруглена. Ягода куляста, діаметром від 6 до 10 мм. Цвіте з травня по червень. Плодоносить з червня по серпень.